# Dimorphandra multiflora
Dimorphandra multiflora är en ärtväxtart som beskrevs av Adolpho Ducke. Dimorphandra multiflora ingår i släktet Dimorphandra och familjen ärtväxter. Inga underarter finns listade i Catalogue of Life.